# Toaletářka

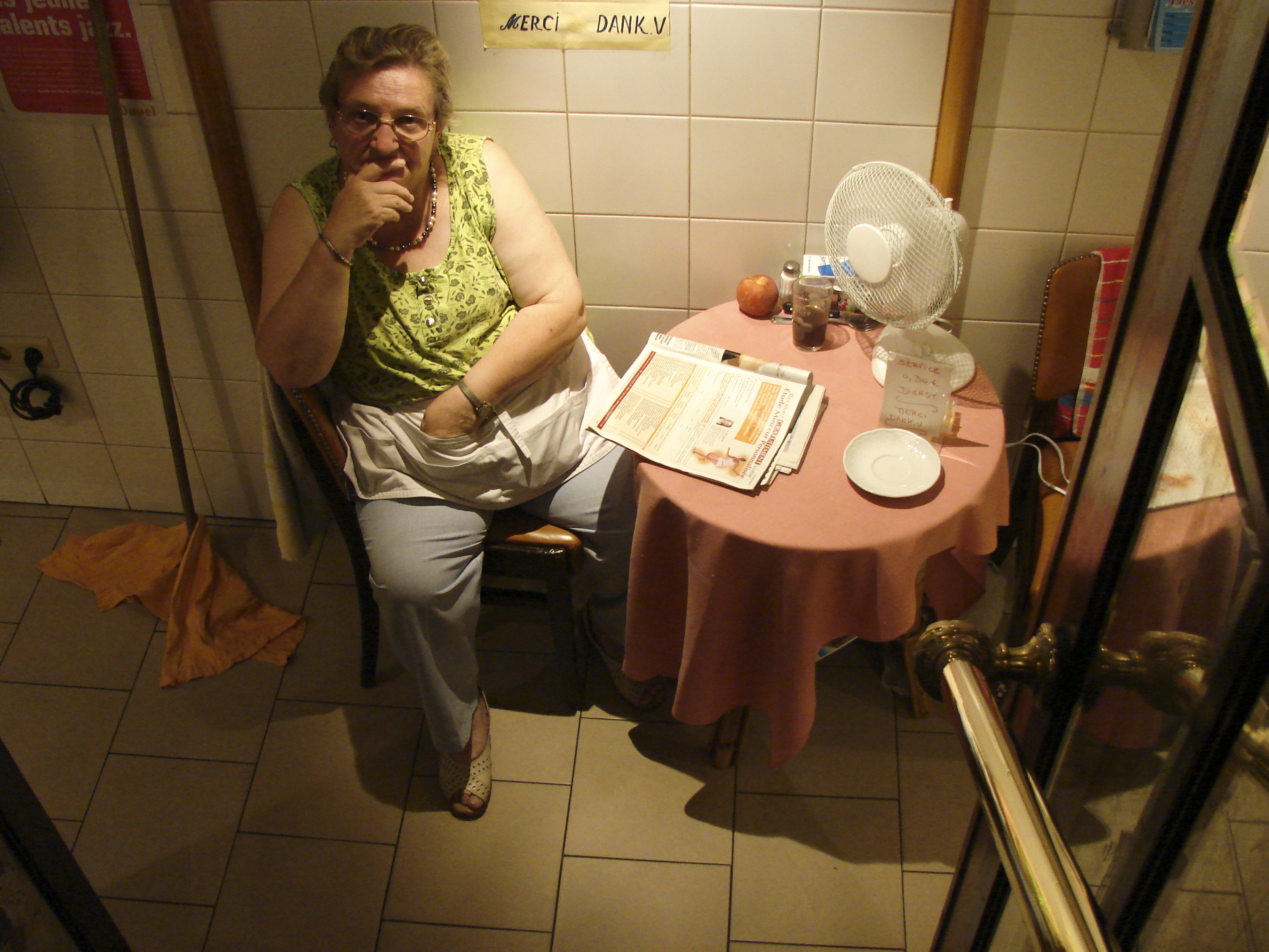
Madam Pipi, Brusel, rok 2006

Toaletářka nebo toaletář je osoba, jejímž pracovištěm jsou veřejné záchodky. Může být zaměstnaná nebo působit jako OSVČ. Ve společnosti bývá sociální status těchto osob velmi nízký, není to profese a nevyžaduje odborné vzdělání. Veřejné záchodky bývají v obchodních centrech, restauracích, různých klubech apod. O způsobu obsluhy záchodků rozhoduje majitel či provozovatel s vědomím, že zákazník posuzuje úroveň podniku podle toho, v jakém stavu jsou záchodky.

## Hajzlbába

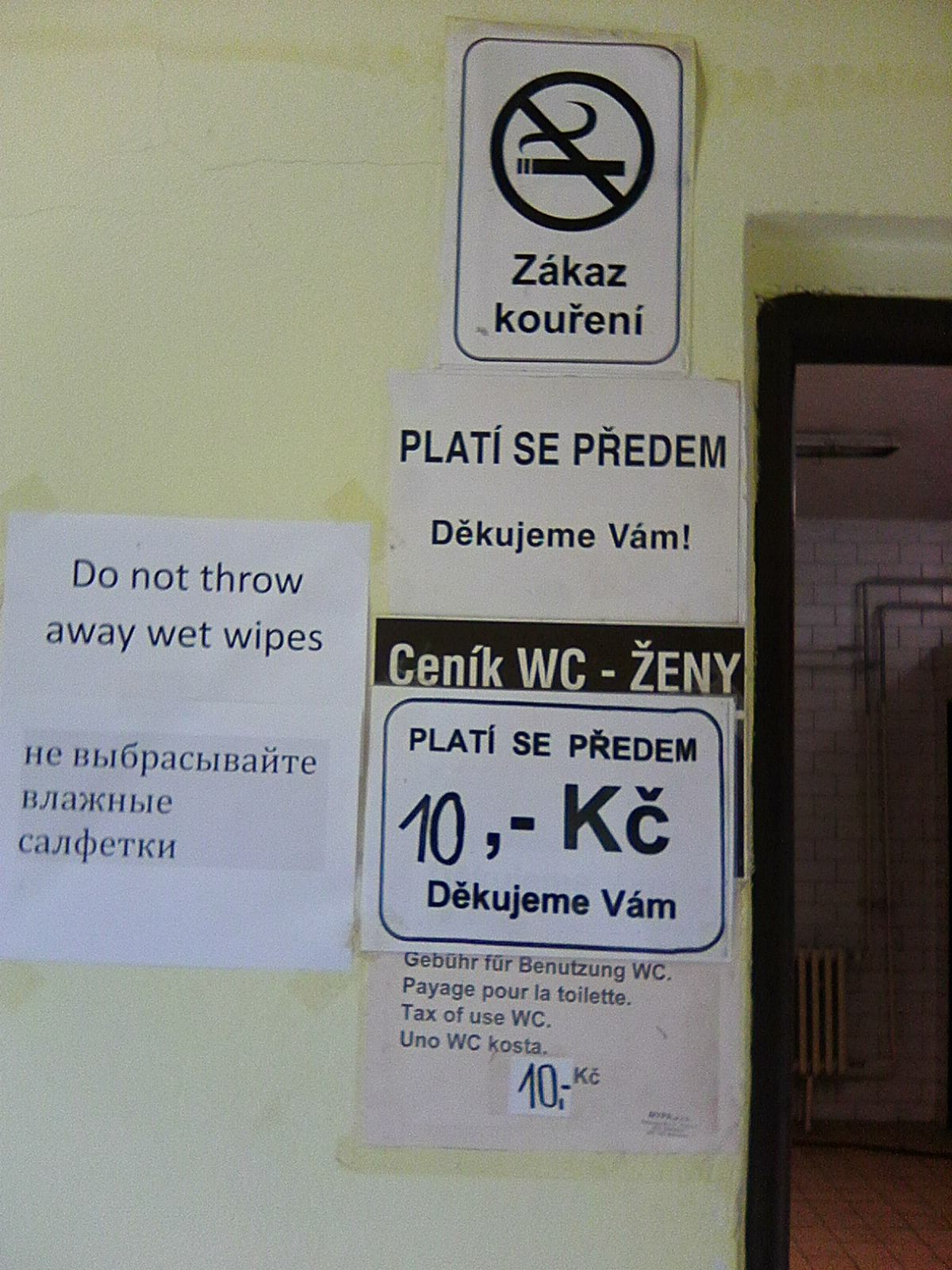
DPHMP, Háje, únor 2024

Pro domky samostatně stojící ve veřejném prostoru se vžil germanismus „hajzl“ (z německého slova Häusl). Obsluhu těchto pouličních veřejných záchodků vykonávají většinou důchodkyně. K jejich povinnostem patří kromě vybírání poplatku, udržování čistoty zařízení a doplňování toaletního papíru také dozor. Dobrá „hajzlbába“ bývá rázná a musí umět poradit v různých situacích; zakročuje např. proti vandalům, drogově závislým, bezdomovcům, zlodějům či zákazníkům odmítajících zaplatit provozovatem stanovený poplatek apod. Výraz „hajzlbába“ je slangový a v mnoha případech (dle použití) se jedná o pejorativum.
Toto slovo používají i někteří politici. „Hajzlbába“ je rovněž postava v oblíbené táborové dětské hře zvané „Latrína“.

## Dokument
Časosběrný dokument Anny režisérky Heleny Třeštíkové sleduje příběh toaletářky a příležitostné prostitutky. Je z roku 2020.